# Unione Sportiva Triestina 1940-1941
Questa voce raccoglie le informazioni riguardanti l'Unione Sportiva Triestina nelle competizioni ufficiali della stagione 1940-1941.

## Rosa
| N. |                   | Ruolo | Calciatore         |
| -- | ----------------- | ----- | ------------------ |
|    | Italia (bandiera) | P     | Guerrino Striuli   |
|    | Italia (bandiera) | P     | Enrico Costanzo    |
|    | Italia (bandiera) | P     | Mario Cesanelli    |
|    | Italia (bandiera) | D     | Angelo Simontacchi |
|    | Italia (bandiera) | D     | Angelo Scapin      |
|    | Italia (bandiera) | D     | Alfieri Sacchetti  |
|    | Italia (bandiera) | D     | Elio Loschi        |
|    | Italia (bandiera) | C     | Emilio Rancilio    |
|    | Italia (bandiera) | C     | Giuseppe Grezar    |
|    | Italia (bandiera) | C     | Ruggero Salar      |
|    | Italia (bandiera) | C     | Severino Pavan     |

| N. |                   | Ruolo | Calciatore            |
| -- | ----------------- | ----- | --------------------- |
|    | Italia (bandiera) | C     | Cesare Presca         |
|    | Italia (bandiera) | C     | Remo Costa            |
|    | Italia (bandiera) | A     | Mario Tosolini        |
|    | Italia (bandiera) | A     | Lodovico De Filippis  |
|    | Italia (bandiera) | A     | Giuliano Tagliasacchi |
|    | Italia (bandiera) | A     | Guglielmo Trevisan    |
|    | Italia (bandiera) | A     | Francesco Cergoli     |
|    | Italia (bandiera) | A     | Emilio Ferrari        |
|    | Italia (bandiera) | A     | Dino Antonini         |
|    | Italia (bandiera) | A     | Ermenegildo Andrian   |

## Statistiche

### Statistiche di squadra
| Competizione | Punti | In casa | In casa | In casa | In casa | In casa | In casa | In trasferta | In trasferta | In trasferta | In trasferta | In trasferta | In trasferta | Totale | Totale | Totale | Totale | Totale | Totale | DR |
| Competizione | Punti | G       | V       | N       | P       | Gf      | Gs      | G            | V            | N            | P            | Gf           | Gs           | G      | V      | N      | P      | Gf     | Gs     | DR |
| ------------ | ----- | ------- | ------- | ------- | ------- | ------- | ------- | ------------ | ------------ | ------------ | ------------ | ------------ | ------------ | ------ | ------ | ------ | ------ | ------ | ------ | -- |
| Serie A      | 29    | 15      | 8       | 6       | 1       | 27      | 13      | 15           | 1            | 5            | 9            | 16           | 26           | 30     | 9      | 11     | 10     | 43     | 39     | +4 |
| Coppa Italia |       | 1       | 0       | 0       | 1       | 1       | 2       | -            | -            | -            | -            | -            | -            | 1      | 0      | 0      | 1      | 1      | 2      | -1 |
| Totale       |       | 16      | 8       | 6       | 2       | 28      | 15      | 15           | 1            | 5            | 9            | 16           | 26           | 31     | 9      | 11     | 11     | 44     | 41     | +3 |

### Statistiche dei giocatori
| Giocatore       | Serie A  | Serie A | Coppa Italia | Coppa Italia | Totale   | Totale |
| Giocatore       | Presenze | Reti    | Presenze     | Reti         | Presenze | Reti   |
| --------------- | -------- | ------- | ------------ | ------------ | -------- | ------ |
| E. Andrian      | 1        | 0       | -            | -            | 1        | 0      |
| D. Antonini     | 4        | 0       | 1            | 0            | 5        | 0      |
| F. Cergoli      | 24       | 12      | -            | -            | 24       | 12     |
| M. Cesanelli    | 4        | -3      | 1            | -2           | 5        | -5     |
| R. Costa        | 2        | 0       | -            | -            | 2        | 0      |
| E. Costanzo     | 5        | -13     | -            | -            | 5        | -13    |
| L. De Filippis  | 28       | 5       | 1            | 0            | 29       | 5      |
| E. Ferrari      | 10       | 1       | 1            | 1            | 11       | 2      |
| G. Grezar       | 28       | 6       | 1            | 0            | 29       | 6      |
| E. Loschi       | 12       | 0       | -            | -            | 12       | 0      |
| S. Pavan        | 5        | 0       | -            | -            | 5        | 0      |
| C. Presca       | 3        | 0       | -            | -            | 3        | 0      |
| E. Rancilio     | 30       | 0       | 1            | 0            | 31       | 0      |
| A. Sacchetti    | 15       | 0       | -            | -            | 15       | 0      |
| R. Salar        | 23       | 3       | 1            | 0            | 24       | 3      |
| A. Scapin       | 18       | 0       | 1            | 0            | 19       | 0      |
| A. Simontacchi  | 16       | 1       | 1            | 0            | 17       | 1      |
| G. Striuli      | 21       | -23     | -            | -            | 21       | -23    |
| G. Tagliasacchi | 27       | 6       | 1            | 0            | 28       | 6      |
| M. Tosolini     | 28       | 5       | -            | -            | 28       | 5      |
| G. Trevisan     | 26       | 3       | 1            | 0            | 27       | 3      |